# Robin Grey-Gardner
Robin Grey-Gardner (6 settembre 1964) è un'ex canottiera australiana, vincitrice del bronzo olimpico per la nel quattro con a Los Angeles 1984 insieme a Susan Lee, Karen Brancourt, Susan Chapman e Margot Foster.

## Palmarès
- Giochi olimpici

Los Angeles 1984: bronzo nel quattro con.
- Giochi del Commonwealth

Edinburgo 1986: oro nell'otto, argento nel quattro con.